# Найджел д’Обиньи
На́йджел (Нил) д’Обиньи́ (англ. Nigel (Neel) d'Aubigny), известный также как Найджел (Нигель) де Альбини (англ. Nigel de Albini; ум. 21 или 26 ноября 1129) — англо-нормандский аристократ и землевладелец, сын Роджера д’Обиньи, барона Бакингема. Найджел получил от короля Генриха I обширные владения в Йоркшире и Линкольншире, а также в Нормандии, в том числе замок Монбрей, от которого его потомки усвоили родовое прозвание Моубрей. Представители этого рода были в XIV—XV веках графами и герцогами Норфолка.

## Происхождение
Уильям происходил из англо-нормандского рода, предки которого происходили из нормандского Котантена в современном французском департаменте Манш. Центром их владений был Сен-Мартен-д’Обиньи, от которого и произошло название рода — Обиньи, которое в некоторых источниках было позже латинизировано в Альбини (лат. Albini).
Первым достоверно известным представителем рода был Гильом (Уильям) (I) д’Обиньи. Уильям вместе со старшим сыном Роджером был благотворителем аббатства Лесе в западной Нормандии. Роджер был женат на Амиции, от этого брака известно несколько сыновей.

## Биография
Найджел был третьим сыном Роджера д’Обиньи и Амиции. Его старший брат, Уильям «Пинцерна», был дворецким короля Генриха I. Поступил на службу к королю и Найджел, став одним из домашних рыцарей Генриха I. В источниках он описывается как один из наиболее близких к Генриху I «новых людей», хотя карьера его началась во время правления Вильгельма II Рыжего.
В 1106 году Найджел принимал участие в битве при Таншбре. Вскоре после неё король в награду женил Найджела на вдове Роберта де Монбрея, благодаря чему тот получил большую часть владений Монбрея, включая обширные владения в Йоркшире и Линкольншире, а также в Нормандии, в том числе замок Монбрей. От названия этого замка потомки Найджела усвоили родовое прозвание Монбрей, позже трансформировавшееся в Моубрей (англ. Mowbray). Кроме того, Найджел получил ряд маноров, конфискованных у участвовавших в битве при Таншбре на стороне Роберта Куртгёза рыцарей, в том числе и у Роберта д’Эстутвиля.
С 1107 до примерно 1115 года Найджел служил королевским представителем в Йоркшире и Нортумберленде. В последние десять лет своей жизни он часто сопровождал короля в его поездках, будучи, скорее всего, одним из доверенных военных и административных советников короля.
Найджел умер в ноябре 1129 года в Нормандии, возможно, в аббатстве Бек.
Брак с первой женой был аннулирован, около 1118 года Найджел женился вторично — на Гундред де Гурне. От этого брака родился сын Роджер, ставший наследником Найджела.

## Брак и дети
1-я жена: после 1107 года (аннулирован) Матильда де Л’Эгль (Лэгль) (ум. после октября 1155), дочь Ричарда де Л’Эгля и Юдит д’Авранш, вдова Роберта де Мобрея. Детей от этого брака не было.
2-я жена: ок. 1118 Гундред де Гурне (ок. 1100/1105 — после 1155), дочь Жеро де Гурне, сеньора де Гурне-ан-Брей, и Эдит де Варенн, внучка Вильгельма де Варенна, 1-го графа Суррей. Дети:
- Роджер (I) д’Обиньи (де Монбрей, де Моубрей) (ум. ок. 1188), барон Моубрей[2]. Он стал родоначальником рода Моубреев, представители которого были в XIV—XV веках графами и герцогами Норфолка[9]
- Ральф I Белер (ум. до 1157), родоначальник рода Белеров из Кирби Белларс[10].
- Хамо Белер (ум. до 1196)[10].